# Тамбовка (Саратовская область)
Тамбовка — село в Фёдоровском муниципальном районе Саратовской области, административный центр сельского поселения Калужское муниципальное образование. 
Население - 467 (2010)

## История
Село Тамбовка обозначено на карте Самарской губернии 1867 года. По состоянию на 1890 год — волостное село Калужской волости Новоузенского уезда Самарской губернии. Согласно Списку населённых мест Самарской губернии 1910 года село населяли бывшие государственные крестьяне, русские, православные, всего 1466 мужчин и 1528 женщин. В селе имелись церковь, две школы, 9 ветряных и 1 паровая мельницы.
В 1918 году выделена самостоятельная Тамбовская волость. В 1920 году Тамбовская волость вошла в Покровский уезд
После образования АССР немцев Поволжья — в составе Фёдоровского кантона. Согласно переписи 1926 года в Тамбовке проживало 2412 человек, из них немцев — 12. 28 августа 1941 года был издан Указ Президиума ВС СССР о переселении немцев, проживающих в районах Поволжья. Немецкое население АССР немцев Поволжья было депортировано. 
После ликвидации АССР немцев Поволжья Тамбовка, как и другие населённые пункты Фёдоровского кантона было передано Саратовской области.

## Физико-географическая характеристика
Село расположено в Низком Заволжье, в пределах Сыртовой равнины, относящейся к Восточно-Европейской равнине, на правом берегу реки Большой Караман, на высоте около 60-70 метров над уровнем моря. Рельеф местности равнинный, слабохолмистый. Почвы лугово-каштановые и тёмно-каштановые.
По автомобильным дорогам расстояние до районного центра рабочего посёлка Мокроус — 47 км, до областного центра города Саратов — 160 км.
Часовой пояс
Тамбовка, как и вся Саратовская область, находится в часовой зоне МСК+1. Смещение применяемого времени относительно UTC составляет +4:00.

## Население
Динамика численности населения
| 1897 | 1910 | 1926 | 1987 | 2002 |
| ---- | ---- | ---- | ---- | ---- |
| 2343 | 2994 | 2412 | ≈550 | 543  |

| 2002 | 2010 |
| ---- | ---- |
| 544  | ↘467 |